# Теория потенциальной помехоустойчивости
Теория потенциальной помехоустойчивости рассматривает потенциальную помехоустойчивость, то есть предельно допустимую помехоустойчивость, которая может быть обеспечена идеальным приёмником при наличии нормальных флуктуационных помех. Суть данной теории состоит в том, что в реальном приёмнике нельзя достичь большего уровня помехоустойчивости, чем в идеальном.
Теория была разработана русским учёным В. А. Котельниковым (1908—2005 гг.) и, наряду с его же теоремой (которая сегодня известна как «Теорема отсчётов»), считается одной из основ современной радиотехники. Основные принципы этой теории были изложены в докторской диссертации В. А. Котельникова в 1947 году, которая была опубликована автором в виде брошюры «Теория потенциальной помехоустойчивости» в 1956 году (г. Москва). Доказательства этой теории изложены в виде математических формул и расчётов в указанной диссертации.